# Жанкел
Жанкел (каз. Жанкел) — село в Отырарском районе Туркестанской области Казахстана. Входит в состав Коксарайского сельского округа. Код КАТО — 514837200.

## Население
В 1999 году население села составляло 268 человек (145 мужчин и 123 женщины). По данным переписи 2009 года, в селе проживало 248 человек (132 мужчины и 116 женщин).